# Escudo de Vitoria

Escudo tradicional de Vitoria.

Versión más ajuntada a normas heráldicas.

El escudo de Vitoria consta de los siguientes componentes heráldicos:
"Escudo de plata y en él, un castillo natural almenado, puertas y ventanas de sinople, sostenido por dos leones gules encontrados en posición natural andante, y sobre las almenas del costado dos cuervos sable mirando al frente; sobre la puerta principal escusón de gules y en él las iniciales de Isabel II, de oro, teniendo las dos últimas una parte menos de longitud y latitud; timbrado de la corona mural.

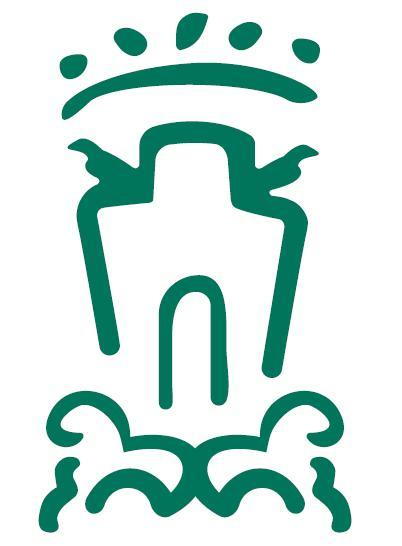
Logotipo usado por el Ayuntamiento.

El todo plazado y surmontado de la Corona Ducal, y saliente de ella una cinta azul con las letras de oro con este lema: “HAEC EST VICTORIA QUAE VINCIT”." 
Reglamento de Protocolo del Ayuntamiento de Vitoria  (enlace roto disponible en Internet Archive; véase el historial, la primera versión y la última).
El castillo representa la ciudad, los leones la fortaleza, los cuervos la vigilancia y el lema está extraído de la primera carta del apóstol San Juan, 1Jn 5, 4, haciendo referencia al nombre que Sancho el Sabio dio a la ciudad: "Esta es Victoria la que venció"
Las iniciales de la reina Isabel II fueron recompensa de la reina gobernadora María Cristina tras la defensa de la ciudad durante el ataque carlista del 16 de marzo de 1834.